# Ставро Кочев (комунист)
 Тази статия е за комунистическия деец.  За дееца на гръцката въоръжена пропаганда в Македония вижте Ставро Кочев (андарт).  
Ставро Кочев, известен още като Ставри Кочев, Ставрос Кочопулос или Ставрос Коцопулос (на гръцки: Σταύρος Κωτσόπουλος), е гръцки комунистически деец, активист на славяномакедонските структури в Гърция през 1943 – 1949 година и в емиграция през 1949 – 1956 година.

## Биография
Ставро Кочев е роден в леринското село Баница. По образование юрист, той се включва в гръцкото комунистическо движение още в междувоенния период. След 1941 година участва в гръцката комунистическа съпротива. Член на леринското окръжно ръководството на СНОФ през всичките шест месеца, в които съществува на тази организация (декември 1943 - май 1944 година). Секретар за Леринско на доминирания от ГКП политически конгломерат ЕАМ.
През януари 1948 ГКП налага Ставро Кочев за член на по-широкото ръководство (Централния съвет) на Народоосвободителния фронт (НОФ), а през март 1948 година - за секретар на партийните членове в нея. На 8 август 1948 г. по предложение на генералния секретар на ГКП Никос Захариадис става секретар на НОФ. Остава начело на тази организация през 1948 – 1949 година. През 1949 година е провъзгласен за „главен директор на генералната дирекция за национални малцинства“ към т.нар. Временното демократично правителство на Гърция.
След поражението на ГКП и Демократичната армия на Гърция от август 1949 година в Гражданската война Ставро Кочев емигрира в Румъния и продължава да участва дейно в живота на гръцката политическа емиграция. Секретар на организацията „Илинден“, предназначена за „славяномакедонската“ част от гръцката комунистическа емиграция в Румъния, Унгария, Чехословакия и Полша (април 1952 - юни 1956). Ръководител на македонския отдел на издателството на ЦК на ГКП „Неа Елада“ в Букурещ. Заедно с Атанас Пейков се застъпва книгите и вестниците на отдела, като „Македонче“, да се печатат не на езиковата норма на югославска Македония, а на различна македонска норма, създадена на основата на западните егейските диалекти с употреба на българската азбука.
По-късно се преселва в София, където и почива.
Ставро Кочев се представя като лоялен комунист, предан на ГКП и противник на политическите домогвания на ЮКП и нейния агресивен югославски македонизъм. Отнася се с уважение и чувство за близост към България, където прекарва последните години от живота си.